# Гайначка
Гайначка (словац. Hajnáčka, угор. Ajnácskő) — село, громада в окрузі Рімавска Собота, Банськобистрицький край, Словаччина. Кадастрова площа громади — 25,67 км². Населення — 1170 осіб (за оцінкою на 31 грудня 2017 р.).
Перша згадка 1245 року. У джерелах згадані такі назви (на дати): Kues (1255), Anyaskw (1344), Danuskue (1425), Ayanaskewalya (1427-31), Haynachkeallya (1565), Hajnacžka (1773); угор. Ajnácskö.
У 1938–1945 рр у складі Угорщини.

## Географія
Водойма — річка Ґортва.

## Населення
| Рік:            | 1994. | 2004.   | 2014.   | 2024.   |
| --------------- | ----- | ------- | ------- | ------- |
| Кількість осіб: | 1183  | 1197    | 1174    | 1168    |
| Різниця:        |       | +1,18 % | -1,92 % | -0,51 % |

| Рік:            | 2023. | 2024.   |
| --------------- | ----- | ------- |
| Кількість осіб: | 1165  | 1168    |
| Різниця:        |       | +0,25 % |

## Транспорт
Автошляхи:
- 571 (Cesty II. triedy) I/16 (Lučenci) — I/71.
- 2783 (Cesty III. triedy) автошлях 571 — Тахти — Угорський кордон.

Залізнична станція Гайначка на лінії Zvolen — Košice.

## Пам'ятки
- руїни готичного замку Hrad Haináčka 48°13′06″ пн. ш. 19°57′19″ сх. д.H G O
- садиба (класицизм) 1820 р
- палеонтологічний майданчик